# Piestopleura seron
Piestopleura seron är en stekelart som först beskrevs av Walker 1836.  Piestopleura seron ingår i släktet Piestopleura och familjen gallmyggesteklar. Inga underarter finns listade i Catalogue of Life.